# NAOKO SENSATION
「NAOKO SENSATION』（ナオコ センセーション）は、マキシム&ザ・ムスタッシュが1981年10月にリリースしたシングルである。発売元は日本コロムビア。（EP:AH-137）

## 収録曲
1. NAOKO SENSATION（奈保子・センセーション）（3分57秒）
  - ヤング・ボーイ〜
  - ムーンライト・キッス〜
  - 大きな森の小さなお家〜
  - ハリケーン・キッド〜
  - ヤング・ボーイ〜
  - 17才〜
  - 愛してます〜
  - スマイル・フォー・ミー〜
2. 愛する君へ（奈保子エンディング・テーマ）（3分53秒）
  - 作詞:松本礼児／作曲:神林早人（補）松本礼児／編曲:神林早人